# اصحاب السبت
أصحاب السبت يشيرون عموماً إلى جماعة من بني إسرائيل ورد ذكرهم في القرآن الكريم ، في سياق انتهاك التحريم المرتبط بيوم السبت. وبحسب الرواية القرآنية فإن الله نهى عن الصيد يوم السبت، الذي كان يعتبر يوم راحة في التقاليد اليهودية. لكن بعض أفراد هذه المجموعة حاولوا التحايل على الأمر وقاموا بالصيد بطرق خادعة. ونتيجة لهذا العصيان، عوقبوا، وتغير مظهرهم حسب القرآن.
وبحسب تفسيرات قرآنية مختلفة ومصادر إسلامية فإن هذه الحادثة وقعت في زمن النبي داود ، كما أن بعض المصادر تربط الحدث بالمنطقة القريبة من إيلات في إسرائيل. ويذكر المفسر الشيعي محمد حسين الطباطبائي في تفسيره الميزان أن الذين حاولوا منع الخطأ من بين المجموعة قد سلموا من العقوبة.[ما هي؟]

في اليهودية، يعتبر يوم السبت هو اليوم المقدس في الأسبوع، المخصص للراحة والعبادة. ويتماشى التفسير الإسلامي لحادثة أصحاب السبت مع هذه الخلفية، مسلطًا الضوء على عواقب انتهاك الأحكام الإلهية